# Дзери
Дзе́ри (итал. Zeri) — коммуна в Италии, располагается в регионе Тоскана, в провинции Масса-Каррара.
Население составляет 1273 человека (2008 г.), плотность населения составляет 17 чел./км². Занимает площадь 73 км². Почтовый индекс — 54029. Телефонный код — 0187.
Покровителем коммуны почитается святой Лаврентий, празднование 10 августа.

## Демография
Динамика населения:

## Администрация коммуны
- Официальный сайт: http://www.comune.zeri.ms.it/